# Puceron gallicole de l'épinette
Adelges lariciatus
Genre
Synonymes
- Adelges (Sacchiphantes) lariciatus (Patch, 1909),
- Sacchiphantes lariciatus (Patch, 1909),
- Adelges (Adelges) lariciatus (Patch, 1909)

Le Puceron gallicole de l'épinette, Adelges lariciatus, est un insecte hémiptère ravageur du mélèze d'Amérique (Larix laricina) et de l'épinette blanche (Pinea Glauca). Le cycle de cet insecte est complexe. On doit la détermination de cette espèce à l'entomologiste américaine Edith Marion Patch.

## Taxonomie

### Synonymes
- Adelges (Sacchiphantes) lariciatus (Patch, 1909)[1]
- Sacchiphantes lariciatus (Patch, 1909)[1]
- Adelges (Adelges) lariciatus (Patch, 1909)[1]

### Confusion possible
Parmi les autres hémiptères ravageurs des conifères canadiens, on trouve deux autres espèces : le puceron à galle conique de l'épinette (Adelges abietis (Linnaeus)), importé au Canada au début du XXe siècle et le puceron de l'épinette de Sitka (Adelges cooleyi (Gillette, 1907)). 

## Description

### Œufs
Des amas d'une cinquantaine d'œufs gris cendrés sont pondus par les femelles à la fin de l'été. Un œuf mesure 0,4 mm.

### Larves
Les larves noires sont munies de courtes pattes, elles mesures 1 à 2 mm. Elles hivernent sous la surface inférieure de leur plante hôte secondaire (le mélèze) ou sous les bourgeons de l'épinette leur hôte primaire.

### Adultes
Les adultes peuvent être aptères ou ailés. L'adulte ailé mesure 3 mm. son corps brun foncé est doté d'ailes grises translucides, légèrement verdâtres. Il n'a pas d'antennes. L'adulte aptère, est plus petit (1 à 2 mm). Son corps est arrondi et couvert de glandes cirières qui forment des tubercules visibles sur son dos. Il est doté d'antennes noires composées de 3 segments. 

## Aire de répartition
Cet insecte est présent au Canada et dans le Nord des États-Unis.

## Biologie
Le cycle de développement de cet insecte se déroule sur deux ans. Avec une alternance de générations ailées et aptères, cette espèce a besoin de deux plantes hôte pour compléter son cycle. 

## Dégâts occasionnés
Originaire d'Amérique du Nord, les dégâts occasionnés par cette espèce restent peu fréquents. Les bourgeons infestés de l'épinette se transforment en galles avec des chambres internes contenant des larves en maturation.